# 別冊花とゆめ
『別冊花とゆめ』（べっさつはなとゆめ）は、白泉社が1977年から2018年まで発行していた日本の月刊漫画雑誌。略称は「別花（べつはな）」。同社の少女漫画雑誌『花とゆめ』の姉妹誌。発売日は刊行月の前々月26日であった。

## 歴史
1977年7月、季刊誌として創刊。創刊号は同年夏の号で、価格は300円だった。
以後、季刊（1977年夏の号 - 1991年夏号）→ 隔月刊（1991年10月号 - 1993年8月号）→ 月刊（1993年10月号 - 2001年12+1月号）→ 隔月刊（2002年3月号 - 2006年7月号）→ 月刊（2006年8月号 - 2018年7月号）と、刊行間隔の変更を繰り返した。2006年8月号の再月刊化から、誌面サイズがそれまでのA5判からB5判になった。
恋愛漫画やミステリーをテーマに読み切り作品を中心に掲載してきたが、月刊化以降は連載作品も多く掲載している。また作品の連載間隔が異なるため、毎号に全ての連載作品が掲載されるわけではない。
2018年7月号（同年5月26日発売）をもって休刊となった。

## 歴代編集長
- 岩切健太[2]

## 最終号時の連載作品

### メロディへの移籍
- ぼくは地球と歌う（日渡早紀）

### マンガParkへの移籍
- おちくぼ〜今は昔のシンデレラストーリー〜（山内直実）
- 極刑学園（高木しげよし）
- 世界は今日もまわってる（水森暦）
- ツーリング・エクスプレス Euro（河惣益巳）[注 1]
- 百花万華鏡（伊沢玲）
- 放課後せんせいと。（松月滉）
- ももももっと!（中条比紗也）
- ワンダーハニー（絵夢羅）

### 花ゆめAiへの移籍
- 吸血鬼と愉快な仲間たち（羅川真里茂、原作・木原音瀬）

### 休刊とともに完結
- 桜の花の紅茶王子（山田南平）
- ピンポンラッシュ!（南マキ）

## 最終号時の休載作品
- in JACK out（山田南平）
- ガラスの仮面（美内すずえ）※2008年に『花とゆめ』からの移籍連載
- WジュリエットII（絵夢羅）
- 迷宮シリーズ（神谷悠）

## 過去の掲載作品

### あ行
- 愛のもとに集え（サカモトミク）
- 悪性 -アクサガ-（菅野文）
- 兄貴におまかせ!（石井有紀子）
  - 兄貴におまかせ! - マンガ図書館Z（外部リンク）
- 1+1（藤崎真緒）
- いつかの青春（はる）（高木しげよし）
- いつでもお天気気分（羅川真里茂）
- イデアの花（絵夢羅）
- いなほホライズン（藤崎真緒）
- うそつきヴォイス（杜野亜希）
- 嘘解きレトリック（都戸利津）
- 榎神社ニャン拝記（清水アイ）
- 狼には気をつけて（遠藤淑子）
- オトメン（乙男）（菅野文）
- お兄ちゃんLab.（立野真琴）
- お素敵ダーリン（藤崎真緒）
- お嫁にいけない!、一寸法師と姫の恋（藤原規代）
- オレンジチョコレート（山田南平）

### か行
- カードの王様（立野真琴）
- 神林&キリカシリーズ（杜野亜希）
- 人形宮廷楽団（由貴香織里）
- KING MARKER ―王の採点係―（喜多尚江）
- CUTE×GUY（立野真琴）
- ぐるり（喜多尚江）
- ゴールドラッシュ21（藤原規代）
- 小春百貨店（杉原涼子）
- こどものもーど（サカモトミク）

### さ行
- さわやか荘の獣人（磁ロックス）
- 執事様のお気に入り（伊沢玲、ストーリー構成・津山冬）
- ジョシの制服（サカモトミク）
- ジョン平とぼくと(成平こうじろう、原作・大西科学)
- 心霊探偵 八雲（都戸利津、原作・神永学）
- そして彼女は両目を塞ぐ（日渡早紀）
- 空色海岸（山田南平）

### た行
- だっくす（大雪師走）
- 第三の帝国（本橋馨子）
- 超☆お素敵ダーリン（藤崎真緒）
- 超嗅覚探偵NEZ（那州雪絵）
- ディスカバー 方舟の獣たち（山下友美）
- 手のひらに星（岡野史佳）
- 電脳女子高生P子（神奈川のりこ）
- 燈港メリーローズ（都戸利津）
- 通りゃんせ（杜野亜希）
- 泥だらけのハニー（水森暦）[3]

### な行
- なんて素敵にジャパネスク人妻編（山内直実、原作・氷室冴子）
- 忍者飛翔（和田慎二）

### は行
- パズルゲーム☆はいすくーる（野間美由紀）
- パタリロ![注 2]（魔夜峰央）
- パパゴト（喜多尚江）
- 薔薇色ガーディアン（藤崎真緒）
- はらぺこバンピーノ（氷堂涼二）
- パレス・メイヂ（久世番子）
- 緋桜白拍子（藤丞めぐる）
- ひみつの花園[4]（杜野亜希）
- ビリーの森ジョディの樹（三原順）
- 北走新選組シリーズ（菅野文）
- ぽちゃまに（平間要）※2015年に『花とゆめ』からの移籍連載[3]
- 炎の月（ジェニー・シリーズ）/ツーリング・エクスプレス特別編（河惣益巳）
- ボクを包む月の光（日渡早紀）
- ホス探へようこそ（立野真琴）

### ま行
- マイネリーベ～永遠なる夢想曲～（伊沢玲）
- マダム・プティ（高尾滋）
- みこぱぺ（冴凪亮）
- みぞれ総合病院（杉原涼子）
- メェとバク（藤井晶）

### や行
- ゆかりズム（潮見知佳）
- ゆめの守人（潮見知佳）
- ゆららの月（潮見知佳）
- 夜型愛人専門店-ブラッドハウンド-（由貴香織里）

### ら行
- らせつの花（潮見知佳）
- ラブラブしっぽ日和（天原ふおん）
- ルードヴィッヒ革命（由貴香織里）
- ルクレル靴工房（山本修世）

### わ行
- わんの実（岡崎呼人）

## 実写化
| 作品             | 放送年                 | 原作     | 備考                                                                                    |
| ---------------- | ---------------------- | -------- | --------------------------------------------------------------------------------------- |
| オトメン（乙男） | 2009年（第1期・第2期） | 菅野文   | 第1期のタイトルは「オトメン（乙男）〜夏〜」 第2期のタイトルは「オトメン（乙男）〜秋〜」 |
| 嘘解きレトリック | 2024年                 | 都戸利津 |                                                                                         |

他誌へ移籍した作品も含めると『夜型愛人専門店-ブラッドハウンド-』もドラマ化されている。

## 発行部数
- 2003年9月1日 - 2004年8月31日、106,166部[5]
- 2004年9月 - 2005年8月、94,334部[5]
- 2005年9月1日 - 2006年8月31日、94,000部[5]
- 2006年9月1日 - 2007年8月31日、90,750部[5]
- 2007年10月1日 - 2008年9月30日、81,584部[5]
- 2008年10月1日 - 2009年9月30日、75,000部[5]
- 2009年10月1日 - 2010年9月30日、66,750部[5]
- 2010年10月1日 - 2011年9月30日、65,484部[5]
- 2011年10月1日 - 2012年9月30日、57,125部[5]
- 2012年10月1日 - 2013年9月30日、43,550部[5]
- 2013年10月1日 - 2014年9月30日、40,350部[5]
- 2014年10月1日 - 2015年9月30日、39,534部[5]
- 2015年10月1日 - 2016年9月30日、39,333部[5]
- 2016年10月1日 - 2017年9月30日、35,917部[5]
- 2017年10月1日 - 2017年12月31日、32,233部[6]